# Koupaliště Motol
Přírodní koupaliště Motol je přírodní vodní nádrž u západního konce Fakultní nemocnice v Motole v Praze 5-Motole o rozloze 14 984 m² s protékající vodou. Koupaliště je zřízeno na prostředním z trojice Motolských rybníků, napájených Motolským potokem. K dispozici je pláž, nudistická pláž, občerstvení, stolní tenis, převlékací kabiny a WC. Dozor zajišťuje plavčík. Kvalitu vody kontroluje Hygienická stanice hlavního města Prahy. Geograficky se nachází v geomorfologickém celku Pražská plošina.
Je plánováno postavit na místě dosluhujícího zázemí novou provozní budovu, zboření staveb má proběhnout na podzim roku 2024.

## Galerie

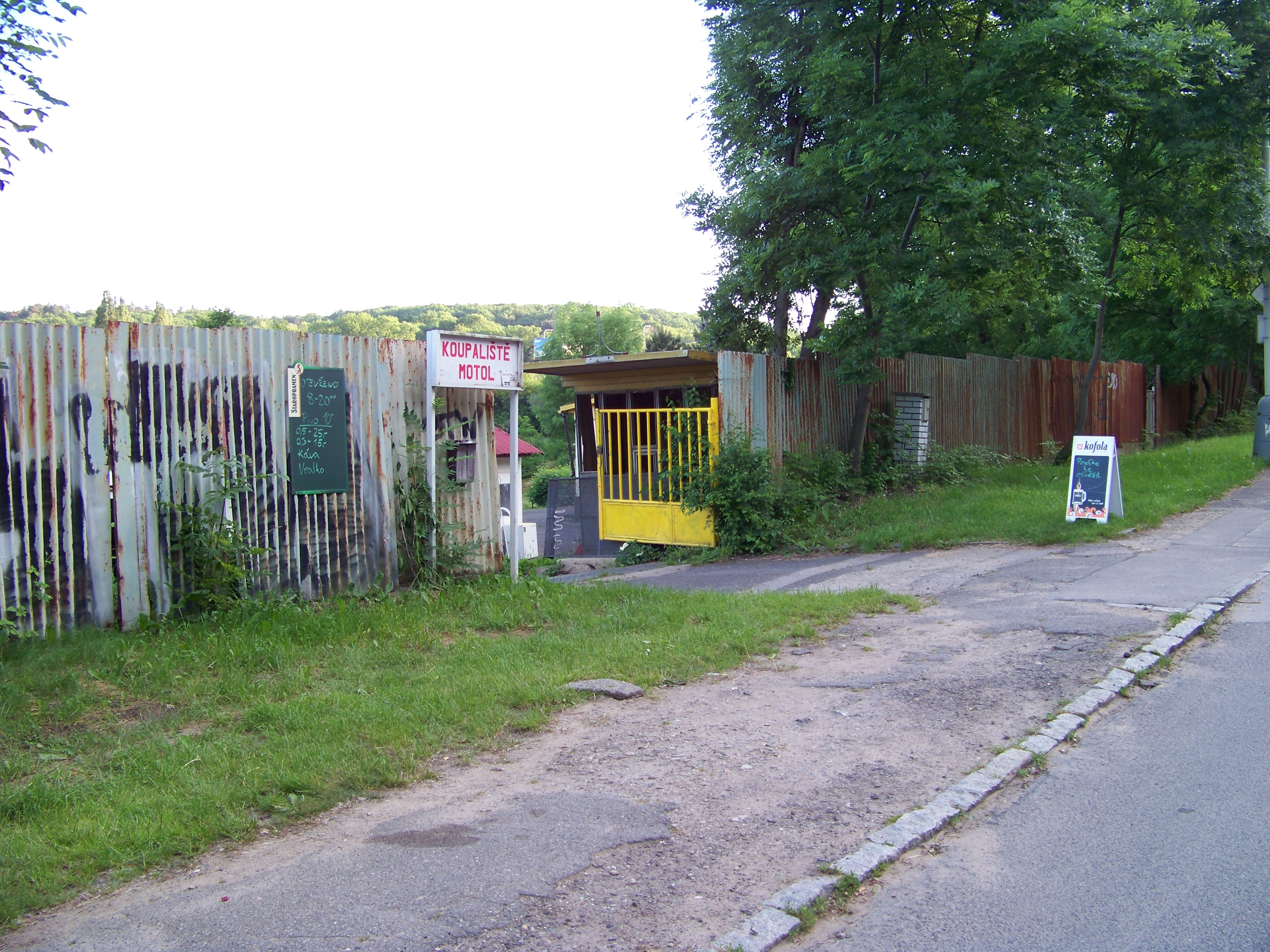
Vstup na koupaliště Motol ze Zahradníčkovy ulice
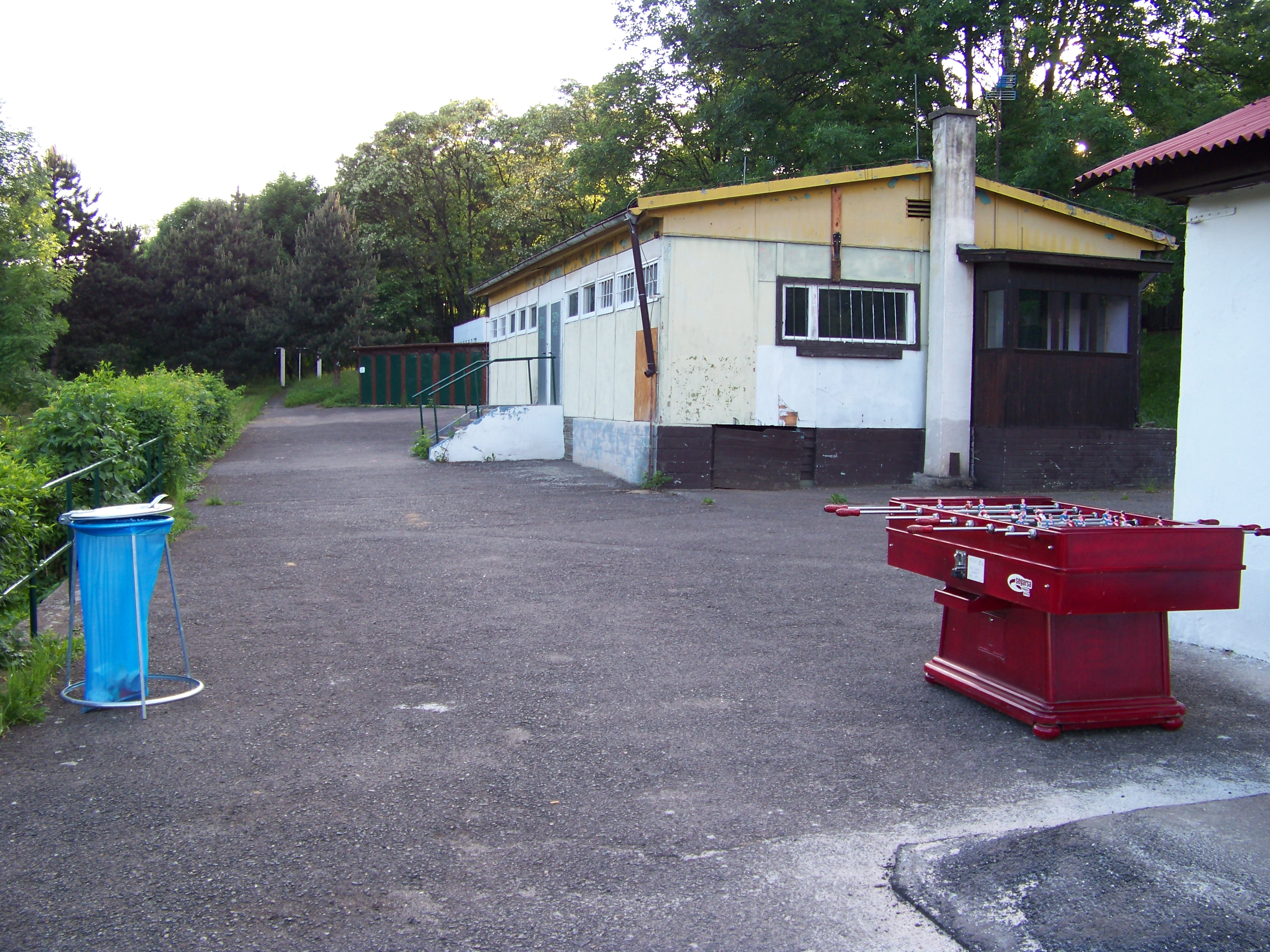
Budovy koupaliště Motol
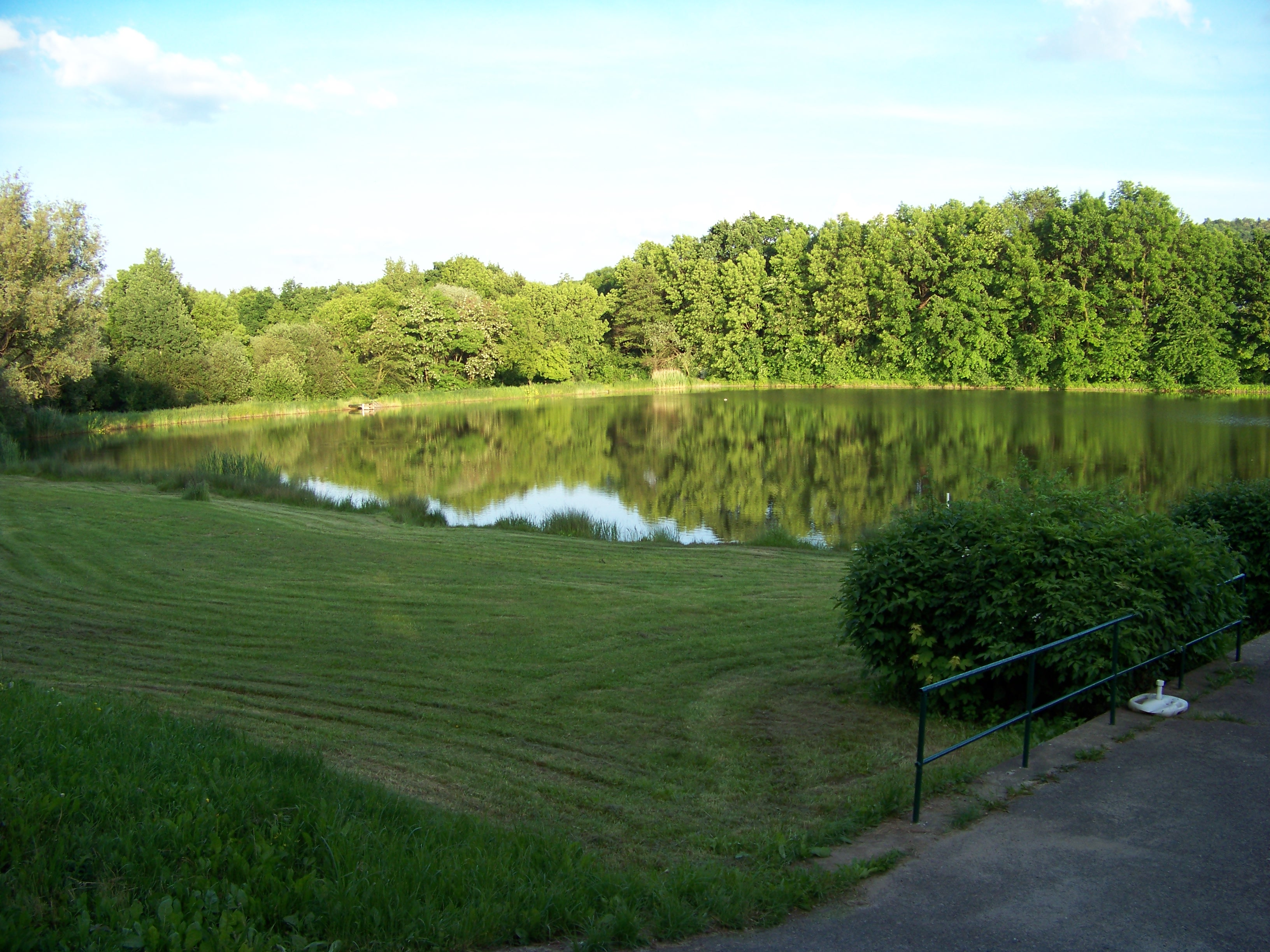
Travnatá pláž na koupališti Motol